# Frank Thring
Frank Thring (* 11. Mai 1926 in Melbourne, Victoria als Francis William Thring Jr.; † 29. Dezember 1994 ebenda) war ein australischer Film- und Theaterschauspieler.

## Leben und Karriere
Frank Thring, Sohn des Filmregisseurs F. W. Thring (1883–1936), begann seine Karriere beim Radio und übernahm erste Rollen am australischen Theater. Nachdem ihm in seinem Heimatland der Durchbruch gelungen war, zog es ihn für einige Jahre nach England und schließlich nach Hollywood. Ab Ende der 1950er-Jahre übernahm Thring erste Film- und Fernsehrollen, wobei er vor allem durch die Darstellung von zwei Figuren des Neuen Testaments bekannt wurde: In Ben Hur, dem mit elf Oscars prämierten Film von 1959 verkörperte er Pontius Pilatus, in König der Könige von 1961 Herodes Antipas. Den Charakter des Herodes Antipas sollte er auch in der Bühnenproduktion des Stücks Salome verkörpern.
Thring kehrte jedoch schon Anfang der 1960er-Jahre Hollywood den Rücken und kam nach Australien zurück. Er spielte in Melbourne in zahlreichen Theaterstücken, von Shakespeare-Klassikern bis modernen Werken mit Sozialkritik. Bekannt wurde Thring hier auch durch eine wiederkehrende Rolle in der australischen Fernsehserie Skippy, das Buschkänguruh. Internationale Aufmerksamkeit erlangte er nochmals 1986 durch die markante Nebenrolle des Sammlers in Mad Max – Jenseits der Donnerkuppel.
Der in späten Jahren stark übergewichtige Schauspieler pflegte in der Öffentlichkeit ein extravagantes Image, so war er für seinen scharfen Humor bekannt und kleidete sich oft auffällig. Sein Privatleben hielt er allerdings stets abgeschirmt. Trotz seiner Homosexualität war er in den 1950er-Jahren kurz mit Joan Cunliffe verheiratet, da er einen Kinderwunsch hatte, der sich aber nie erfüllte. Frank Thring starb am 29. Dezember 1994 im Alter von 68 Jahren an Krebs.

## Filmografie (Auswahl)
- 1958: Die Wikinger (The Vikings)
- 1958: Gegen Sitte und Moral (A Question of Adultery)
- 1959: Ben Hur
- 1961: König der Könige (King of Kings)
- 1961: El Cid (El Cid)
- 1968: Skippy, das Buschkänguruh (Skippy; Fernsehserie, 3 Folgen)
- 1970: Kelly, der Bandit (Ned Kelly)
- 1974: Alvin kehrt zurück (Alvin Rides Again)
- 1975: Der Mann aus Hongkong (The Man from Hong Kong)
- 1976: Mad Dog (Mad Dog Morgan)
- 1985: Mad Max – Jenseits der Donnerkuppel (Mad Max Beyond Thunderdome)
- 1987: Wolfmen (Howling III)
- 1993: Hercules Returns